# الجرذان التي لحست أذني بطل الكاراتيه
الجرذان التي لحست أذني بطل الكاراتيه هي مجموعة قصصية للشاعر والمترجم الفلسطيني مازن معروف، صدرت عن دار المتوسط بمدينة ميلانو 2017،. تتألف المجموعة من عشر قصص تتناول الحياة اليومية في سياق فلسطيني، تتميز بتنوع ضمائر السرد المستخدمة: ضمير المتكلم في غالبية القصص، مع استثناءات قليلة ترويها ضمائر الغائب والمخاطب. تدور أحداث القصص حول آثار الحرب الأهلية اللبنانية على حياة الأطفال والشباب، مع تسليط الضوء على الأبعاد النفسية والجسدية للمعاناة وشتات الفلسطينيين في بلدان مختلفة، وتأثيرات النزوح المستمر على حياتهم.

## العنوان
العنوان "الجرذان التي لحست أذني بطل الكاراتيه" يعكس الطابع الغرائبي والسوريالي للمجموعة. من خلال هذا العنوان، يوحي الكاتب بوجود تفاصيل غير متوقعة أو منطقية، مما يعكس أسلوبه السردي الذي يدمج الواقع بالخرافة والفانتازيا. يبدو العنوان وكأنه ينتمي إلى قصة من قصص الأطفال، لكنه يحمل في طياته معاني أعمق تتعلق بالواقع العربي المعاصر. يشير إلى الحروب والصراعات التي تستمر في تشكيل الذاكرة والهوية، وهو نوع من السخرية والتهكم على الواقع المأساوي الذي يتناوله الكاتب في قصصه.

## نبذة
تتناول القصص واقعًا قاسيًا يعيش فيه الأبطال الذين يتعرضون لعدة أشكال من العنف النفسي والجسدي. تبرز الحروب الأهلية والنزاعات العائلية كمواضيع محورية، حيث يعكس الكاتب عن كثب تداعيات الحروب على العلاقات الأسرية والإنسانية. كما يظهر بوضوح في القصص حضور الموت والانتحار، سواء من خلال أفعال الشخصيات التي تنتهي حياتها بشكل مأساوي أو من خلال مشاهد أخرى تفجر واقعًا يائسًا. على سبيل المثال، في قصة "سكند هاند رابت" ينتحر ثلاثة إخوة هروبًا من القتل على يد جيرانهم، وفي "جلو" يقوم الراوي بالانتحار بسبب ممارسات العنف الأسري.
ما يميز هذه المجموعة هو تواشج القصص فيما بينها، حيث تستمر الأحداث في بعض القصص من خلال إشارات لقصص أخرى داخل الكتاب، مما يجعل الكتاب أقرب إلى متوالية قصصية أكثر من مجموعة منفصلة. هذا الترابط بين القصص يعكس حياة متشابكة ومعقدة، حيث لا تُفصل الأحداث عن بعضها، بل تترابط لتكوين صورة شاملة لمآسي الحرب والشتات.

## الأسلوب
تتسم المجموعة بالغرابة والسوريالية. يعيدنا معروف في هذه القصص إلى عالم الطفولة وذكرياتها، التي يعبر عنها باستخدام أسلوب مليء بالفانتازيا والألعاب السحرية، حيث تتداخل مشاهد الحرب مع الخوارق. الشخصية الرئيسية في أغلب القصص غالبًا ما تكون ضحية للحروب والنزاعات، يتم نقلها إلى عوالم غير منطقية تُبنى على الخيال، ويمتزج فيها الواقع مع الخيال، ليُخلق سرد غير تقليدي. مازن معروف يكتب بعين طفل وعقل راوي عجوز. كل قصة في المجموعة تُحاكي مساحة من الفوضى التي تخلق قواعدها الخاصة، حيث تصبح الحروب والمآسي مصدرًا خصبًا للخيال، لكن دون الاستناد إلى الأساطير أو التاريخ، بل باستخدام الواقع اليومي. هذه الكتابة تعتبر خطوة جديدة في السرد العربي،

## عناوين القصص في المجموعة
1. غاندي المالبورو
2. كابوتشينو- هامستر
3. سكند هاند رابت
4. جلو
5. شوبر
6. كلب عيدان الكبريت
7. مهنتي التي تشبه الشعر
8. أمعاء
9. نكات للمسلحين
10. الجرذان التي لحست أذني بطل الكاراتيه